# Festival du cinéma japonais contemporain Kinotayo 2017
Le Festival du cinéma japonais contemporain Kinotayo 2017, 12e édition du festival, s'est déroulé du 2 au 20 novembre 2017.

## Déroulement et faits marquants
Pour cette douzième édition, le festival propose dix films en compétition.
Le 20 novembre 2017, le palmarès est dévoilé. Trois films remportent le Soleil d'or : Oh Lucy! de Atsuko Hirayanagi, Close-Knit (彼らが本気で編むときは、Karera ga honki de amu toki wa,) de Naoko Ogigami et The Long Excuse (永い言い訳, Nagai Iiwake) de Miwa Nishikawa. Le prix du jury est remporté par Trace of Breath de Haruka Komori et le prix de la Meilleure Photographie par Gukoroku – Traces of Sin de Kei Ishikawa.

## Jury

### Jury presse
- Marion Contentin, critique de cinéma
- Fausto Fasulo, rédacteur en chef de Mad Movies
- Laura Tuillier, critique de cinéma et réalisatrice

### Jury image
- Élise Girard, réalisatrice et scénariste
- Ronan Girre, réalisateur et compositeur
- Momoko Seto, réalisatrice

## Sélection[3]

### En compétition
- Oh Lucy! de Atsuko Hirayanagi
- Perfect revolution de Jumpei Matsumoto
- The Tokyo Night Sky is Always the Densest Shade of Blue (夜空はいつでも最高密度の青色だ) de Yuya Ishii
- Close-Knit (彼らが本気で編むときは、Karera ga honki de amu toki wa,) de Naoko Ogigami
- Rage (怒り, Ikari) de Lee Sang-il
- Trace of Breath de Haruka Komori
- Japanese Girls Never Die de Daigo Matsui
- Gukoroku – Traces of Sin de Kei Ishikawa
- Side Job. (彼女の人生は間違いじゃない) de Ryuichi Hiroki
- The Long Excuse (永い言い訳, Nagai Iiwake) de Miwa Nishikawa

### Ouverture
- Trace of Breath de Haruka Komori

### Clôture
- Ochiru de Kazuya Murayama

### Hommage à Kanata
- Alley Cat (Arî kyatto) de Hideo Sakaki (en)
- Raise Your Arms and Twist! Documentary of NMB48 de Atsushi Funahashi
- Matsumoto Tribe de Ken Ninomiya

## Palmarès
- Soleil d'or : ex-æquo
  - Oh Lucy! de Atsuko Hirayanagi
  - Close-Knit (彼らが本気で編むときは、Karera ga honki de amu toki wa,) de Naoko Ogigami
  - The Long Excuse (永い言い訳, Nagai Iiwake) de Miwa Nishikawa
- Prix du jury : Trace of Breath de Haruka Komori
- Prix de la Meilleure Photographie : Gukoroku – Traces of Sin de Kei Ishikawa